# 蒙古短趾百灵
，是雀形目百灵科的一种鸟类。

## 特征
蒙古短趾百灵体重约21.06克，翼长约93.5毫米，嘴峰长约12.6毫米，喙宽度约4.3毫米，喙厚度约5.1毫米，跗蹠长约19.8毫米，尾长约59.8毫米。蒙古短趾百灵是部分迁徙的鸟类，其栖息在开放的草原环境中，食性为杂食性。

## 分布
在蒙古国中部和东部繁殖，也可能在邻近的中国繁殖；据报道在中国东部至辽宁有分布，但在中国的繁殖没有得到证实，大多数或所有记录可能是迁徙时的过境鸟。